# Saison 4 de Flynn Carson et les Nouveaux Aventuriers
 (mars 2018).
Si vous disposez d'ouvrages ou d'articles de référence ou si vous connaissez des sites web de qualité traitant du thème abordé ici, merci de compléter l'article en donnant les références utiles à sa vérifiabilité et en les liant à la section « Notes et références ».
Chronologie
Saison 3
Cet article présente les douze épisodes de la quatrième saison de la série télévisée américaine Flynn Carson et les Nouveaux Aventuriers (The Librarians).

## Synopsis
La série suit les aventures d'une équipe de potentiels "Bibliothécaire" choisis par la "Bibliothèque". Flynn Carson, l'actuel bibliothécaire doit résoudre des mystères impossibles, retrouver des artefacts très puissants et affronter des forces surnaturelles dont celle de la  Fraternité du Serpent, leur principal ennemi. L'équipe est composée de Jacob Stone, un génie en histoire et architecture ; Cassandra Cillian, une mathématicienne dotée d'une mémoire photographique et cependant atteinte d'une tumeur au cerveau ; Ezekiel Jones, un voleur et spécialiste en technologie et de leur gardien, Eve Baird, une ex-militaire de l'OTAN.

## Généralités
- Aux États-Unis, la saison est diffusée du 13 décembre 2017 au 7 février 2018 sur TNT.
- En France, la saison a été diffusée du 27 janvier 2018 au 3 mars 2018 sur Syfy

## Distribution

### Acteurs principaux
- Rebecca Romijn (VF : Laura Blanc) : Eve Baird
- Christian Kane (VF : Mathias Kozlowski) : Jacob « Jake » Stone
- Lindy Booth (VF : Adeline Moreau) : Cassandra Cillian
- John Kim (VF : Maxime Baudouin) : Ezekiel Jones
- John Larroquette (VF : Philippe Ogouz) : Jenkins

## Liste des épisodes
Cette saison de douze épisodes est diffusée depuis le 13 décembre 2017
1. Les Ombres du passé (And the Dark Secret)
2. Les Voleurs de chance (And the Steal of Fortune)
3. On a volé Noël ! (And the Christmas Thief)
4. Le Mystère des salles obscures (And the Silver Screen)
5. La Couronne sanglante (And the Bleeding Crown)
6. L'Aiguille de l'immortel (And the Grave of Time)
7. La Forêt désenchantée (And the Disenchanted Forest)
8. Une vie de rêve (And the Hidden Sanctuary)
9. Les Frères rivaux (And a Town Called Feud)
10. Jeu de dupes (And Some Dude Named Jeff)
11. L'Épreuve de l'unique (And the Trial of the One)
12. Souvenirs d'une vie passée (And the Echoes of Memory)